# Columbia (Louisiana)
Columbia település az Amerikai Egyesült Államok Louisiana államában, Caldwell megyében. Lakosainak száma 277 fő (2020. április 1.).

## Népesség
A település népességének változása:

| 2010 | 390 |
| 2020 | 277 |